# European Poker Tour
European Poker Tour, EPT, är Europas motsvarighet till World Poker Tour. Tävlingarna startade 2004 och sponsras av PokerStars. 

## Tidigare vinnare

### Säsong 1 (2004-05)
| Barcelona   | Alexander Stevic | €80 000       |
| London      | John Shipley     | £200 000      |
| Dublin      | Ram Vaswani      | €80 000       |
| Köpenhamn   | Noah Boeken      | DKK 1 098 340 |
| Deauville   | Brandon Schaefer | €144 000      |
| Wien        | Pascal Perrault  | €184 500      |
| Monte Carlo | Rob Hollink      | €650 000      |

### Säsong 2 (2005-06)
| Barcelona   | Jan Boubli      | €416 000      |
| London      | Mark Teltscher  | £280 000      |
| Baden       | Patrik Antonius | €288 180      |
| Dublin      | Mats Gavatin    | €317 000      |
| Köpenhamn   | Mads Andersen   | DKK 2 548 070 |
| Deauville   | Mats Iremark    | €480 000      |
| Monte Carlo | Jeff Williams   | €900 000      |

### Säsong 3 (2006-07)
| Barcelona   | Bjørn-Erik Glenne | €691 000      |
| London      | Victoria Coren    | £500 000      |
| Baden       | Thang Duc Nguyen  | €487 397      |
| Dublin      | Roland de Wolfe   | €554 300      |
| Köpenhamn   | Magnus Petersson  | DKK 4 078 080 |
| Dortmund    | Andreas Høivold   | €672 000      |
| Warszawa    | Peter Jepsen      | €426 579      |
| Monte Carlo | Gavin Griffin     | €1 825 010    |

### Säsong 4 (2007-08)
| Barcelona       | Sander Lylloff              | €691 000   |
| London          | Joseph Mouawad              | £611 500   |
| Baden           | Julian Thew                 | €670 800   |
| Dublin          | Reuben Peters               | €532 620   |
| Prag            | Arnaud Mattern              | €708 400   |
| Nassau, Bahamas | Bertrand "ElkY" Grospellier | €1 428 571 |
| Dortmund        | Mike McDonald               | €933 600   |
| Köpenhamn       | Tim Vance                   | €834 590   |
| Warszawa        | Michael Schulze             | €600 000   |
| San Remo        | Jason Mercier               | €869 000   |
| Monte Carlo     | Glen Chorny                 | €2 020 000 |